# Herbig-Ae/Be-Stern
Herbig-Ae/Be-Sterne (nach ihrem Erstbeschreiber George H. Herbig) sind bestimmte junge Sterne mit einem Alter von weniger als 10 Millionen Jahren.
Ihre Masse liegt im Bereich von 2 bis ca. 10 Sonnenmassen, und sie sind häufig in Gebieten mit erhöhter Sternentstehung anzutreffen. Die Temperatur in ihrem Inneren ist noch nicht hoch genug, um ein stabiles Wasserstoffbrennen zu ermöglichen, stattdessen stammt die abgestrahlte Energie noch aus ihrer Kontraktion. Somit befinden sich die Herbig-Ae/Be-Sterne im Hertzsprung-Russell-Diagramm noch auf dem Weg zur Hauptreihe.

## Definition
Seit diese Klasse von Sternen 1960 erstmals beschrieben wurde, haben die Kriterien zur Einordnung von Objekten verschiedene Wandlungen durchgemacht. Heute werden leicht unterschiedliche Arbeitsdefinitionen für die Kategorisierung als Herbig-Ae/Be-Sterne angewendet. Dazu gehören insbesondere folgende charakteristische Merkmale:
- eine Spektralklasse von A oder B, wobei der Bereich manchmal auch auf die unmittelbar angrenzenden Spektraltypen bis F2 und O9 ausgeweitet wird;
- starker Infrarotexzess aufgrund von Staubbildung in einer zirkumstellaren Scheibe, aus der Materie auf den Stern akkretiert wird (das e im Namen stammt vom Wort Exzess);
- die Balmerlinien in Emission.

## Entwicklung
Herbig-Ae/Be-Sterne entstehen aus T-Tauri-Sternen, Vorhauptreihensternen mit einem Spektraltyp von F3 und später. Die meisten T-Tauri-Sterne besitzen weniger als 2 Sonnenmassen, einige massereichere jedoch entwickeln sich im Laufe der weiteren Kontraktion zu Herbig-Ae/Be-Sternen. (Sterne mit mehr als 8 Sonnenmassen zeigen kein Vorhauptreihenstadium, da sie sich so schnell entwickeln, dass das Wasserstoffbrennen bereits zündet, wenn sie in einer Molekülwolke aufgrund hoher Extinktion unbeobachtbar sind.)
Später entwickeln sich Herbig-Ae/Be-Sterne weiter zu A- und B-Sternen auf der Hauptreihe.

## Veränderlichkeit
Die Leuchtkraft von Herbig-Ae/Be-Sternen ist variabel auf Zeitskalen von Sekunden bis Hunderten von Tagen (d. h. Jahren). Einige Sterne sind pulsierende Veränderliche vom Typ Delta Scuti oder Gamma Doradus. Daneben treten Flares und eine Modulation der Lichtkurve mit der Rotationsdauer des Sterns auf. Dies lässt auf ein globales Magnetfeld schließen, was bei einem radiativen Energietransport in der Photosphäre unerwartet ist. Diese Magnetfelder sind durch spektropolarimetrische Messungen nachgewiesen worden.
Eine weitere Quelle der Veränderlichkeit scheinen Änderungen in der Absorption in den zirkumstellaren Scheiben der UX-Orionis-Sterne zu sein. Man nimmt an, dass sich in den protoplanetarischen Scheiben bereits Kondensationen gebildet haben, die beim Vorübergang vor der Scheibe zu einer erhöhten Absorption in Richtung der Erde führen.

## Akkretionsscheiben
Herbig-Ae/Be-Sterne werden entsprechend ihrem Spektralverlauf im Infraroten in zwei Gruppen unterteilt:
- Gruppe-I-Quellen zeigen eine spektrale Energieverteilung, die durch Schwarzkörperstrahlung einer einzigen Temperatur erklärt werden kann, und einen stärkeren Infrarotexzess.
- Gruppe-II-Quellen dagegen können eher durch ein Potenzgesetz beschrieben werden.

Es wird vermutet, dass die Gruppe-I-Quellen sich zu Gruppe-II-Quellen weiterentwickeln, wenn Staubteilchen koagulieren und durch Zusammenstöße die Staubscheibe flacher wird. Außerdem könnte die Strahlung des jungen Sterns den inneren Teil der Scheibe aufblähen und dadurch die spektrale Energieverteilung in Richtung Gruppe-II-Quellen verändern. Bei den Gruppe-II-Akkretionsscheiben scheint der innere Teil der Scheibe expandiert zu sein und schirmt den äußeren Teil gegenüber der intensiven UV-Strahlung ab. Daher können bei diesen Sternen größere Staubkörner kondensieren, die nicht innerhalb kürzester Zeit durch Photodissoziation zerstört werden.
Die Akkretionsscheibe löst sich bei den meisten Herbig-Ae/Be-Sternen innerhalb eines Zeitraums von 3 Millionen Jahren auf, wobei dieser Vorgang umso schneller verläuft, je höher die Masse des Sterns ist. Dies ist eine Folge des Anstiegs der Temperatur und der Leuchtkraft sowie der beschleunigten Entwicklung mit höherer Masse. Die relativ kurze Zeitspanne reicht zur Bildung von Exoplaneten aus, wovon bereits einige um die frühen Sterne nachgewiesen werden konnten. Die Akkretionsrate liegt in dem Zeitraum von einer Million Jahre bei circa 10−4,5 Sonnenmassen pro Jahr. In dieser Zeitspanne wird der größte Teil der Masse des Sterns akkretiert.
Um die Nachfolger der Herbig-Ae/Be-Sterne, Hauptreihensterne mit einem Alter zwischen 10 und 20 Millionen Jahren, sind häufig Staubscheiben gefunden worden. Der Nachweis im fernen Infraroten war zunächst überraschend, da Staub aus den Sternsystemen innerhalb kurzer Zeit durch den Strahlungsdruck entfernt wird. Daher muss es eine kontinuierliche Quelle für die Neueinstehung von Staub geben. Heute wird angenommen, dass der Staub in zahlreichen Kollisionen von Asteroiden entsteht. Die entsprechenden Scheiben werden daher debris disks genannt.

## Beispiele
- HD 100546
- MWC 480